# Société Asiatique
La Sociedad Asiática (fr: Société Asiatique) es una sociedad académica francesa fundada en 1822, cuyo objetivo consiste en promover las lenguas orientales, publicar trabajos e informes de investigadores de Oriente y reunir a la comunidad científica francófona en conferencias mensuales acerca de este tópico.
Actualmente reúne a más de 500 miembros de todo el mundo, concentrados principalmente en Francia. Su publicación, Journal asiatique, se publica sin interrupción desde 1822. La diversificación progresiva de sus estudios y su desarrollo en especializaciones cada vez más puntuales, refuerzan su rol protagónico como conglomerado de especialistas en estudios orientales. Tiene en su poder gran cantidad de colecciones de carácter histórico, como archivos científicos, impresos y manuscritos conservados en su biblioteca, que, además, contiene más de 90.000 volúmenes y que se ubica en el 52 de la Rue du Cardinal-Lemoine en el V distrito de París.

## Historia
La fundación de la sociedad fue establecida a través de una ordenanza real el 15 de abril de 1829, durante el penúltimo año de reinado de Carlos X. Su primer presidente fue el barón apasionado por la lingüística Silvestre de Sacy, mientras que su primer secretario fue el sinólogo Abel Rémusat. Entre sus primeros miembros, se encontraban Julius Klaproth, Jean-François Champollion y Eugène Burnouf.

La Société Asiatique a été fondée en 1822 dans le mouvement d’enthousiasme suscité par les premières conquêtes de l’orientalisme scientifique: déchiffrement d’écritures, résurrection de monuments, comparaison des langues.
La Sociedad Asiática fue fundada en 1822 en el marco del entusiasmo generado por las primeras experiencias de los estudios orientales: la descifración de escritos, los monumentos de resurrección, la comparación de las lenguas.

Tras renovar su estatus en 1901, a causa de la ley de asociaciones de ese año, la sociedad tuvo que volver a hacerlo en 1965. Por sus actividades y su historia, mantiene vínculos estrechos con varias instituciones prestigiosas; entre otras, con el Instituto Nacional de Lenguas y Culturas Orientales, con la Academia de Inscripciones y Lenguas Antiguas y con el Colegio de Francia.

Elle a traversé les XIX et XX siècles en assurant sa mission:
- le développement et la diffusion des connaissances sur l’aire immense allant du Maghreb à l’Extrême-Orient;
- une approche scientifique et multidisciplinaire des cultures orales et écrites des sociétés concernées.

Ella atravesó los siglos XIX y XX garantizando su misión:
- el desarrollo y la difusión de conocimientos sobre la vasta área comprendida entre el Maghreb y el Lejano Oriente;
- el enfoque científico y multidisciplinario de las culturas orales y escritas de las sociedades en cuestión.

## Algunos miembros
- Jean-Pierre Abel-Rémusat
- Jacques Bacot
- Charles Barbier de Meynard
- Antoine Bazin
- Jean-Baptiste Benoît Eyriès
- Jean Berlie
- Eugène Burnouf
- André Caquot
- Jean-François Champollion
- Antoine-Léonard de Chézy
- Louis Marcel Devic
- Jean Filliozat
- Louis Finot
- Paul Garelli
- Daniel Gimaret
- Jean-Daniel Kieffer
- René Labat
- Jean Leclant
- Charles de Lasteyrie du Saillant
- Sylvain Lévi
- Jean-Pierre Mahé
- Louis-Charles-Joseph de Manne
- Abdallah Marrash
- Pierre Marsone
- Gaston Maspero
- Vladímir Minorski
- Jules Mohl
- Maurice Olender
- Charles-Hippolyte de Paravey
- Théodore Pavie
- Paul Pelliot
- Ernest Renan
- Silvestre de Sacy
- Antoine-Jean Saint-Martin
- Émile Senart
- Antoine Bruguière de Sorsum
- Garcin de Tassy
- Joseph Toussaint Reinaud
- Charles-Eugène Ujfalvy de Mezőkövesd
- Charles Virolleaud
- William MacGuckin de Slane

## Presidentes de la Société Asiatique
- 1822-1829: Antoine-Isaac Silvestre de Sacy
- 1829-1832: Jean-Pierre Abel Rémusat
- 1832-1834: Antoine-Isaac Silvestre de Sacy
- 1834-1847: Amédée Jaubert
- 1847-1867: Joseph Toussaint Reinaud
- 1867-1876: Jules Mohl
- 1876-1878: Garcin de Tassy
- 1878-1884: Adolphe Régnier
- 1884-1892: Ernest Renan
- 1892-1908: Barbier de Meynard
- 1908-1928: Émile Senart
- 1928-1935: Sylvain Lévi
- 1935-1945: Paul Pelliot
- 1946-1951: Jacques Bacot
- 1952-1964: Charles Virolleaud
- 1964-1969: George Coedès
- 1969-1974: René Labat
- 1974-1986: Claude Cahen
- 1987-1996: André Caquot
- 1996-2002: Daniel Gimaret
- 2002-presente: Jean-Pierre Mahé[6]